# Paciano Basilio Aniceto

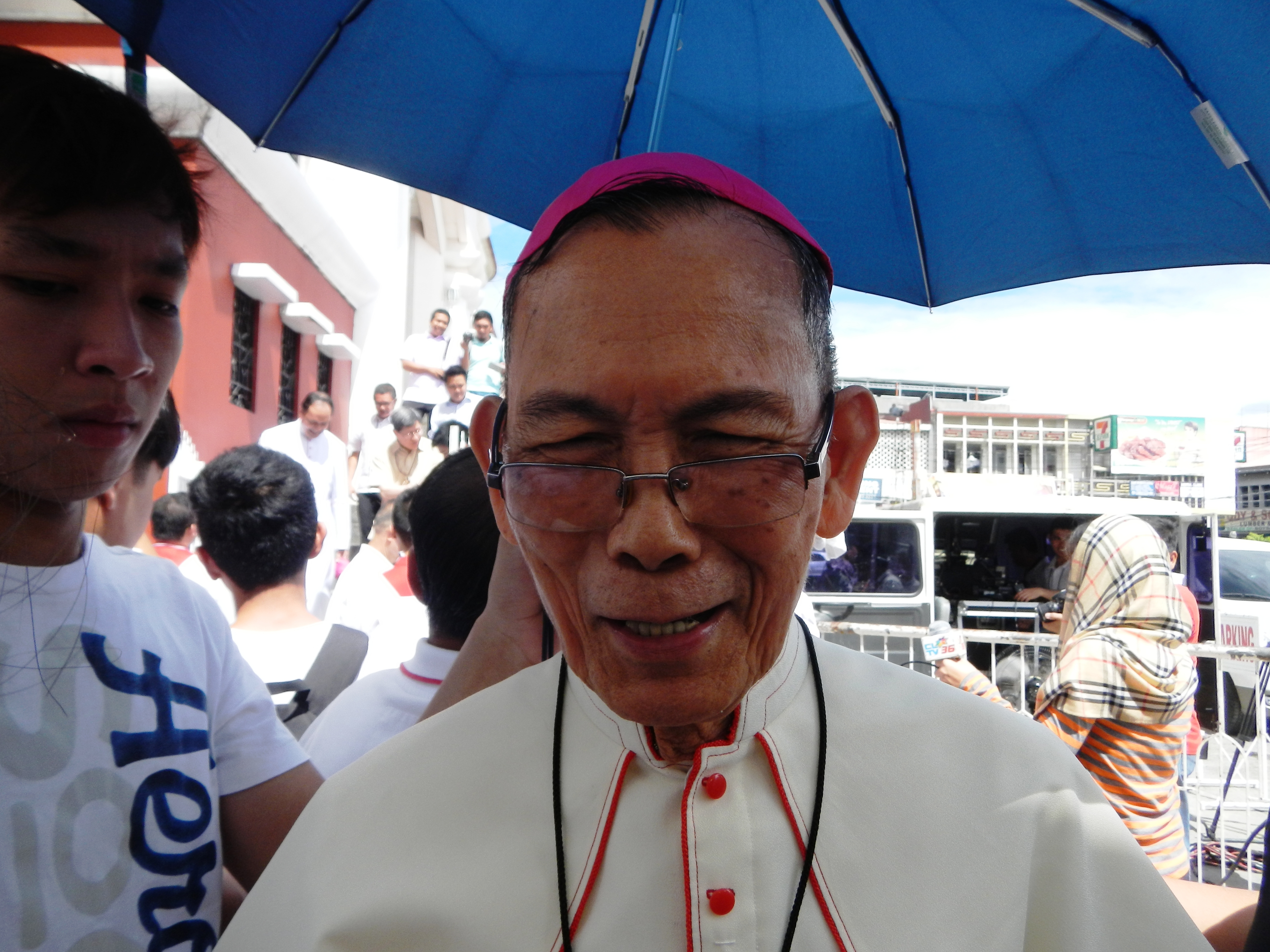
Paciano Basilio Aniceto

Paciano Basilio Aniceto (* 11. März 1937 in Santa Ana) ist emeritierter Erzbischof von San Fernando.

## Leben
Paciano Basilio Aniceto empfing am 23. Dezember 1962 die Priesterweihe für das Erzbistum San Fernando.
Papst Johannes Paul II. ernannte ihn am 7. April 1979 zum Weihbischof in Tuguegarao und Titularbischof von Tlos. Die Bischofsweihe spendete ihm der Papst persönlich am 27. Mai desselben Jahres; Mitkonsekratoren waren Duraisamy Simon Lourdusamy, Sekretär der Kongregation für die Evangelisierung der Völker, und Raymond Ken’ichi Tanaka, Substitut des Staatssekretariates.
Am 20. August 1983 wurde er zum Bischof von Iba ernannt. Am 31. Januar 1989 wurde er zum Erzbischof von San Fernando ernannt.
Papst Franziskus nahm am 25. Juli 2014 seinen altersbedingten Rücktritt an.